# Stephanie Roorda
Stephanie Roorda (ur. 3 grudnia 1986 w Calgary) – kanadyjska kolarka torowa i szosowa, trzykrotna medalistka torowych mistrzostw świata.

## Kariera
Pierwszy sukces Stephanie Roorda osiągnęła w 2011 roku, kiedy zdobyła złoty medal w wyścigu drużynowym na dochodzenie podczas igrzysk panamerykańskich w Guadalajarze. Na rozgrywanych trzy lata później torowych mistrzostwach świata w Cali wspólnie z Jasmin Glaesser, Laurą Brown i Allison Beveridge zdobyła srebrny medal w wyścigu drużynowym na dochodzenie. W tej samej konkurencji zdobyła także brązowy medal podczas mistrzostw świata w Paryżu. Ponadto na mistrzostwach świata w Londynie w 2016 roku zdobyła brązowy medal w scratchu, ulegając jedynie Laurze Trott z Wielkiej Brytanii i Holenderce Kirsten Wild. Kilkakrotnie zdobywała mistrzostwo Kanady w kolarstwie torowym.